# Shanghai International Finance Center
Lo Shanghai International Finance Center è un complesso composto da due grattacieli situato nell'omonima città, presso il quartiere di Pudong. È costituito da due torri alte 260 e 250 m utilizzate principalmente per ospitare uffici, ma con gli ultimi piani ad uso alberghiero e collegate alla base da un centro commerciale.